# 西拨子站

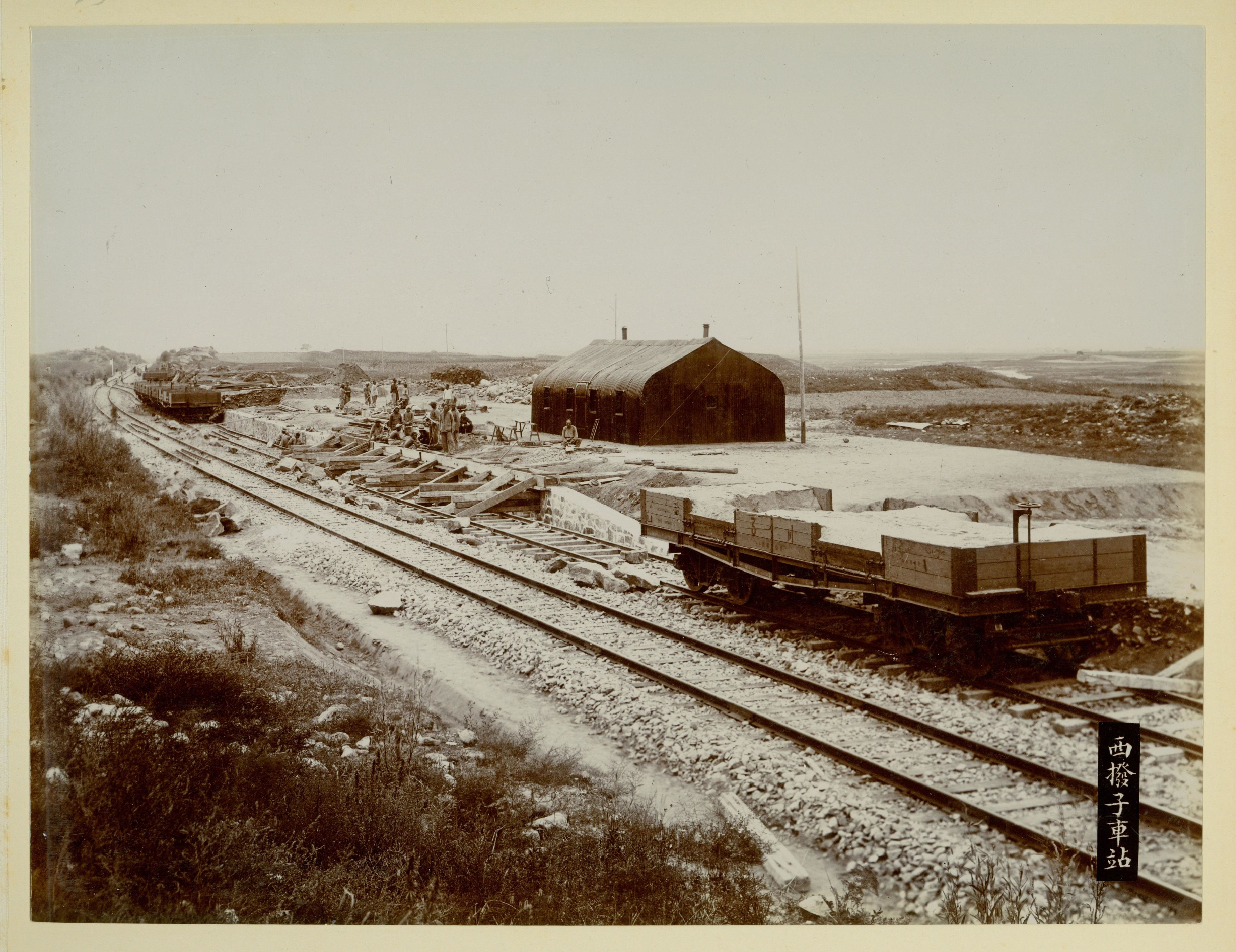
1909年建设中的西拨子站

西拨子站是京包铁路（原京张铁路）上的一个小火车站，位于北京市延庆区境内，1910年为增大南口-康庄段运输能力而增设，2011年撤销。2019年6月，延庆区拟认定包括西拨子车站站房、浴室、水井房、宿舍在内的西拨子车站建筑群为不可移动文物。